# Де Гролс Весте
„Де Гролс Весте“ e футболен стадион в гр. Енсхеде, Нидерландия.
Построен е през периода 1997-1998 г. Разполага с капацитет от 30 206 седящи места, всичките покрити с козирка. Използва се от местния ФК „Твенте“.